# Logistisk fordeling
Logistisk fordeling er en fordelingsfunktion, som ligner normalfordelingen, men har tungere "haler", dvs. højere sandsynlighed for ekstreme resultater (højere kurtosis).

## Anvendelse
Et af de steder man anvender logistisk fordeling er i skakkens Elo-rating. Her har man oprindeligt brugt normalfordelingen, men den giver kun lidt plads til overraskende resultater (når en svag spiller får remis eller vinder over en stærk spiller). Og da praksis viser, at det trods alt sker jævnligt, var der brug for en bedre fordelingsfunktion. Derfor har bl.a. verdensskakorganisationen FIDE indført en formel, der bygger på logistisk fordeling.
| Matematik | Spire Denne artikel om matematik er en spire som bør udbygges. Du er velkommen til at hjælpe Wikipedia ved at udvide den. |